# Cadre-47/2-Europameisterschaft der Junioren 1976/77

Logo CEB (ausrichtender Verband)

Die Cadre-47/2-Europameisterschaft der Junioren 1977 war das 1. Turnier in dieser Disziplin des Karambolagebillards und fand vom 21. bis zum 24. April 1977 in Herentals statt. Die Meisterschaft zählte zur Saison 1976/77.

## Geschichte
Erster Junioren-Europameister im Cadre 47/2 wurde der Velberter Thomas Wildförster. Bei nur einer Niederlage gegen den Österreicher Gerhard Ralis verwies er die Niederländer Jos Bongers und Piet Adrichem auf die Plätze.

## Modus
Gespielt wurde in einer Finalrunde „Jeder gegen Jeden“ bis 200 Punkte.
1. MP = Matchpunkte
2. GD = Generaldurchschnitt
3. HS = Höchstserie

## Finalrunde
| MP    | Match Points (Sieger = 2; Unentschieden = 1; Verlierer = 0) |
| Pkte. | Erzielte Karambolagen                                       |
| Aufn. | Benötigte Versuche                                          |
| GD    | Generaldurchschnitt                                         |
| BED   | Bester Einzeldurchschnitt eines Spielers                    |
| HS    | Höchstserie                                                 |
|       | Bester GD des Turniers                                      |
|       | Bester ED des Turniers                                      |
|       | Beste HS des Turniers                                       |
|       | 1. Platz (Gold)                                             |
|       | 2. Platz (Silber)                                           |
|       | 3. Platz (Bronze)                                           |

| Platz                      | Name               | MP   | Pkte | Aufn. | GD    | BED    | HS  |
| -------------------------- | ------------------ | ---- | ---- | ----- | ----- | ------ | --- |
| 1                          | Thomas Wildförster | 12:2 | 1346 | 44    | 30,59 | 66,66  | 191 |
| 2                          | Jos Bongers        | 11:3 | 1360 | 44    | 30,90 | 100,00 | 125 |
| 3                          | Piet Adrichem      | 7:7  | 1206 | 64    | 18,84 | 22,22  | 136 |
| 4                          | Christian Fossion  | 7:7  | 1548 | 74    | 15,51 | 25,00  | 72  |
| 5                          | Gerhard Ralis      | 6:8  | 1138 | 86    | 13,23 | 33,33  | 72  |
| 6                          | Fonsy Grethen      | 5:9  | 1115 | 88    | 12,67 | 15,38  | 75  |
| 7                          | Marc de Sutter     | 4:10 | 1028 | 65    | 15,81 | 22,22  | 122 |
| 8                          | Jean-Luc Curé      | 4:10 | 959  | 61    | 15,72 | 22,22  | 111 |
| Turnierdurchschnitt: 17,68 |                    |      |      |       |       |        |     |